# Makrakomi
Makrakomi (Grieks: Μακρακώμη) is sedert 2011 een fusiegemeente (dimos) in de Griekse bestuurlijke regio (periferia) Centraal-Griekenland.
De vier deelgemeenten (dimotiki enotita) van de fusiegemeente zijn:
- Agios Georgios Tymfristou (Άγιος Γεώργιος Τυμφρηστού)
- Makrakomi (Μακρακώμη)
- Spercheiada (Σπερχειάδα)
- Tymfristos (Τυμφρηστός)